# Amphiophiura obtecta
Amphiophiura obtecta is een slangster uit de familie Ophiuridae. De wetenschappelijke naam van de soort werd in 1899 gepubliceerd door Christian Frederik Lütken & Theodor Mortensen.